# IBM RAD6000
Der IBM RAD6000 ist ein auf einer 32-Bit-Architektur basierender RISC-Mikrocontroller, der von der amerikanischen Firma IBM speziell für den Einsatz in Raumfahrzeugen entwickelt wurde. Unter anderem wird er in den Missionen Mars Pathfinder und DAWN eingesetzt. Durch die verwendete Halbleitertechnologie wird die Wahrscheinlichkeit für das Auftreten von Fehlern durch Single Event Effects vermindert.
Die maximale Taktrate wird mit 33 MHz, die Verarbeitungsgeschwindigkeit mit 35 MIPS angegeben. Der Chip wird mit einer Strukturgröße von 500 nm gefertigt und verbraucht je nach Taktrate 2,5 bis 20 Watt bei einer Spannung von 3,3 Volt. Als Betriebssystem kommt bevorzugt VxWorks zum Einsatz, wobei Entwicklungsumgebungen für C und Ada zur Verfügung stehen.